# Troglohyphantes nyctalops
Troglohyphantes nyctalops là một loài nhện trong họ Linyphiidae.
Loài này thuộc chi Troglohyphantes. Troglohyphantes nyctalops được Eugène Simon miêu tả năm 1911.